# Богдана (Бакеу)
Богдана (рум. Bogdana) — село у повіті Бакеу в Румунії. Входить до складу комуни Штефан-чел-Маре.
Село розташоване на відстані 203 км на північ від Бухареста, 43 км на південь від Бакеу, 122 км на південний захід від Ясс, 125 км на північний захід від Галаца, 112 км на північний схід від Брашова.

## Населення
За даними перепису населення 2002 року у селі проживали 610 осіб, усі — румуни. Усі жителі села рідною мовою назвали румунську.